# Eupatorium maracayuense
Eupatorium maracayuense là một loài thực vật có hoa trong họ Cúc. Loài này được Chodat mô tả khoa học đầu tiên năm 1903.